# Castel del Piano
Castel del Piano – miejscowość i gmina we Włoszech, w regionie Toskania, w prowincji Grosseto.
Według danych na rok 2004 gminę zamieszkuje 4331 osób, 64,6 os./km².
Urodził się tu wikariusz apostolski Arabii Irzio Luigi Magliacani.